# No Rules!
A No Rules! (magyarul: Nincsenek szabályok!) a finn Windows95man dala, mellyel Finnországot képviselte a 2024-es Eurovíziós Dalfesztiválon Malmőben. A dal 2024. február 10-én, a finn nemzeti döntőben, az Uuden Musiikin Kilpailuban megszerzett győzelemmel érdemelte ki a dalversenyen való indulás jogát. A produkcióban jelöletlenül közreműködött Henri Piispanen énekes is.

## Eurovíziós Dalfesztivál
2024. január 10-én vált hivatalossá, hogy a képzőművész dala is bekerült az Uuden Musiikin Kilpailu nemzeti döntő mezőnyébe. A dal február 10-én megnyerte a dalválasztó műsort, ahol a nemzetközi zsűri, valamint a nézői szavazatok együttese alakította ki a végeredményt. A zsűrinél az utolsó, míg a közönség listáján az első helyet érte el, ezzel összesítésben megnyerte a versenyt, így ez a dal képviselhette Finnországot az Eurovíziós Dalfesztiválon.
A dalt először a május 7-én rendezendő első elődöntőben fellépési sorrendben tizedikként adták elő, a Szlovéniát képviselő Raiven Veronika című dala után és a Moldovát képviselő Natalia Barbu In the Middle című dala előtt. Az elődöntőből hetedik helyezettként továbbjutott a május 11-i döntőbe, ahol fellépési sorrendben tizenhetedikként lépett fel, a Szerbiát képviselő Teya Dora Ramonda című dala után és a Portugáliát képviselő Iolanda Grito című dala előtt. A zsűri szavazáson a huszonnegyedik helyen végzett 7 ponttal, míg a nézői szavazáson a tizenötödik helyen végzett 31 ponttal, így összesítésben 38 ponttal a verseny tizenkilencedik helyezettje lett.
A következő finn induló Erika Vikman Ich komme című dala volt a 2025-ös Eurovíziós Dalfesztiválon.